# N’Golobougou
N’Golobougou is een gemeente (commune) in de regio Koulikoro in Mali. De gemeente telt 21.800 inwoners (2009).